# La Commandante Barbara
Ne doit pas être confondu avec Major Barbara.
Pour plus de détails, voir Fiche technique et Distribution.
La Commandante Barbara (Major Barbara) est un film britannique réalisé par Gabriel Pascal, sorti en 1941.

## Synopsis
Barbara Underschaft, commandante de l'Armée du salut, est contrariée par le fait que son père, Andrew, est un industriel de l'armement. En outre, celui-ci voudrait un héritier pour reprendre son commerce lucratif. Se présente alors Adolphus Cusins.

## Fiche technique
- Titre : La Commandante Barbara
- Titre original : Major Barbara
- Réalisateur et producteur : Gabriel Pascal, pour sa société de production
- Scénario et dialogues : George Bernard Shaw, d'après sa pièce éponyme (et, non crédités : Marjorie Deans, Anatole de Grunwald et Gabriel Pascal)
- Musique : William Walton
- Directeur de la photographie : Ronald Neame
- Premier assistant opérateur : Arthur Ibbetson (non crédité)
- Directeur artistique : John Bryan
- Décors : Vincent Korda
- Costumes : Cecil Beaton
- Montage : Charles Frend et David Lean
- Genre : Comédie
- Noir et blanc
- Durée : 131 minutes
- Dates de sorties : 
  - Royaume-Uni : 2 août 1941
  - France : 13 avril 1949

## Distribution
- Wendy Hiller : La Commandante (Major) Barbara Underschaft
- Rex Harrison : Adolphus Cusins
- Robert Morley : Andrew Underschaft
- Robert Newton : Bill Walker
- Sybil Thorndike : La Générale
- Emlyn Williams : Snobby Price
- Marie Lohr : Lady Britomart
- Penelope Dudley-Ward : Sarah Underschaft
- Walter Hudd (en) : Stephen Underschaft
- David Tree : Charles Lomax
- Deborah Kerr : Jenny Hill
- Donald Calthrop : Peter Shirley
- Marie Ault : Rummy Mitchens
- Cathleen Cordell : Mog Habbijam
- Torin Thatcher : Todger Fairmile
- Miles Malleson : Morrison
- Felix Aylmer : James
- Stanley Holloway : Un policier
- S.I. Hsiung : Ling
- Kathleen Harrison : Mme Price
- Mary Morris : Une jeune femme
- Charles Bilton : Victor
- O. B. Clarence : Pettigrew
- Edward Rigby (non crédité) : Un homme sur Quayside